# Henri Attal
Henri Attal (* 13. Mai 1936 in Paris; † 24. Juli 2003 in Cucq) war ein französischer Filmschauspieler.
Henri Attal war ab Ende der 1950er Jahre bis zu seinem Tod als Filmschauspieler tätig. Er trat in über 150 Produktionen in zahlreichen Nebenrollen auf, oft ernsthafte Typen wie Gangster, Polizisten oder auch Geistliche. Er wurde oft von Claude Chabrol besetzt und trat oft mit Dominique Zardi im Duo auf.

## Filmografie (Auswahl)
- 1960: Die Unbefriedigten (Les bonnes femmes)
- 1962: Die Geschichte der Nana S. (Vivre sa vie)
- 1962: Wir bitten zu Bett (Les petits matins)
- 1963: Laster und Tugend (Le vice et la vertu)
- 1964: Fantomas (Fantômas)
- 1965: Fantomas gegen Interpol (Fantômas se déchaîne)
- 1965: Elf Uhr nachts (Pierrot le fou)
- 1965: OSS 117 – Pulverfaß Bahia (Furia à Bahia pour OSS 117)
- 1965: M. C. contra Dr. Kha (Marie-Chantal contre le docteur Kha)
- 1967: Fantomas bedroht die Welt (Fantômas contre Scotland Yard)
- 1967: Der Millionen-Coup der Zwölf (Mise à sac)
- 1968: Zwei Freundinnen (Les biches)
- 1970: Balduin, der Schrecken von St. Tropez (Le Gendarme en balade)
- 1970: Der Erbarmungslose (La Horse)
- 1971: Vor Einbruch der Nacht (Juste avant la nuit)
- 1974: Nada
- 1975: Die Unschuldigen mit den schmutzigen Händen (Les innocents aux mains sales)
- 1975: Der Tolpatsch mit dem sechsten Sinn (La course à l'échalote)
- 1979: Waffe des Teufels (Le toubib)
- 1979: Der Windhund (Flic ou Voyou)
- 1980: Glückwunsch … mal wieder sitzengeblieben (Les sous-doués)
- 1983: Der Außenseiter (Le marginal)
- 1991: Der Joker und der Jackpot (La Totale !)
- 1997: Das Leben ist ein Spiel (Rien ne va plus)
- 2003: Die Blume des Bösen (La Fleur du mal)